# Heinous Peak
Der Heinous Peak (englisch für Abscheuliche Spitze) ist ein rund 3300 m hoher und markanter Berg im Königin-Maud-Gebirge der antarktischen Ross Dependency. In den Hays Mountains ragt er 1,5 km nordnordöstlich des Mount Crockett und 10 km südöstlich des Mount Vaughan auf.
Die Erstbesteigung erfolge am 28. November 1987 durch vier Mitglieder einer Mannschaft der Arizona State University unter der Leitung des Geologen  Edmund Stump (* 1946), welche im Rahmen des United States Antarctic Research Program in diesem Gebiet tätig waren. Seinen Namen verdankt der Berg dem Umstand, dass die Erstbesteigung ein 20-stündiges Unterfangen aus kräftezehrendem Eisklettern in sehr steilem Gelände war.